# Joan Toralles
Joan Toralles   (Vic, segle XIV - Vic, segle XV) va ser un cronista català originari de Vic, autor d'una breu recopilació històrica editat com a "Noticiari". Es tracta d'una llista de noms, dates, llocs i esdeveniments compilats possiblement de memòria d'entre els anys 1365 i 1427.És un document interessant perquè recull els comentaris populars sobre els afers del regiment de la cosa pública.
La naturalesa de la trama condueix a Martí de Riquer i Morera a etiquetar Toralles com un representant de la vox populi del poble, que demostra un ampli coneixement dels esdeveniments actuals, astúcia i capacitat de concisió. Torralles cobreix el terratrèmol que va aturar a Olot el 15 de maig de 1427 de la següent manera:
| « | En lo dit any [1427] a 15 de maig feu gran terratrèmol que enderrocà en dit Bisbat [Girona], Olot, Castellfollit, Ridaura, Sta. Pau, lo Mellol, e altres cases honrades, e tots els masos de Bas, hoc encare, que mudà un bosch de verns que era rost en un bon tret de metres, é així mudat visque, é és un mas, quis nomena lo mercadal de Bas, moriren dita jornada en dit lloch de Olot 15 persones, ... en los altres llochs moriren, pero no tants, com a Olot: apres la gent anatsen a jaurer per les barracas, tornaren a reparar las casas e hevitaren aquelles los demés, e seguisá Castellfollit. | » |